# Larry Mize

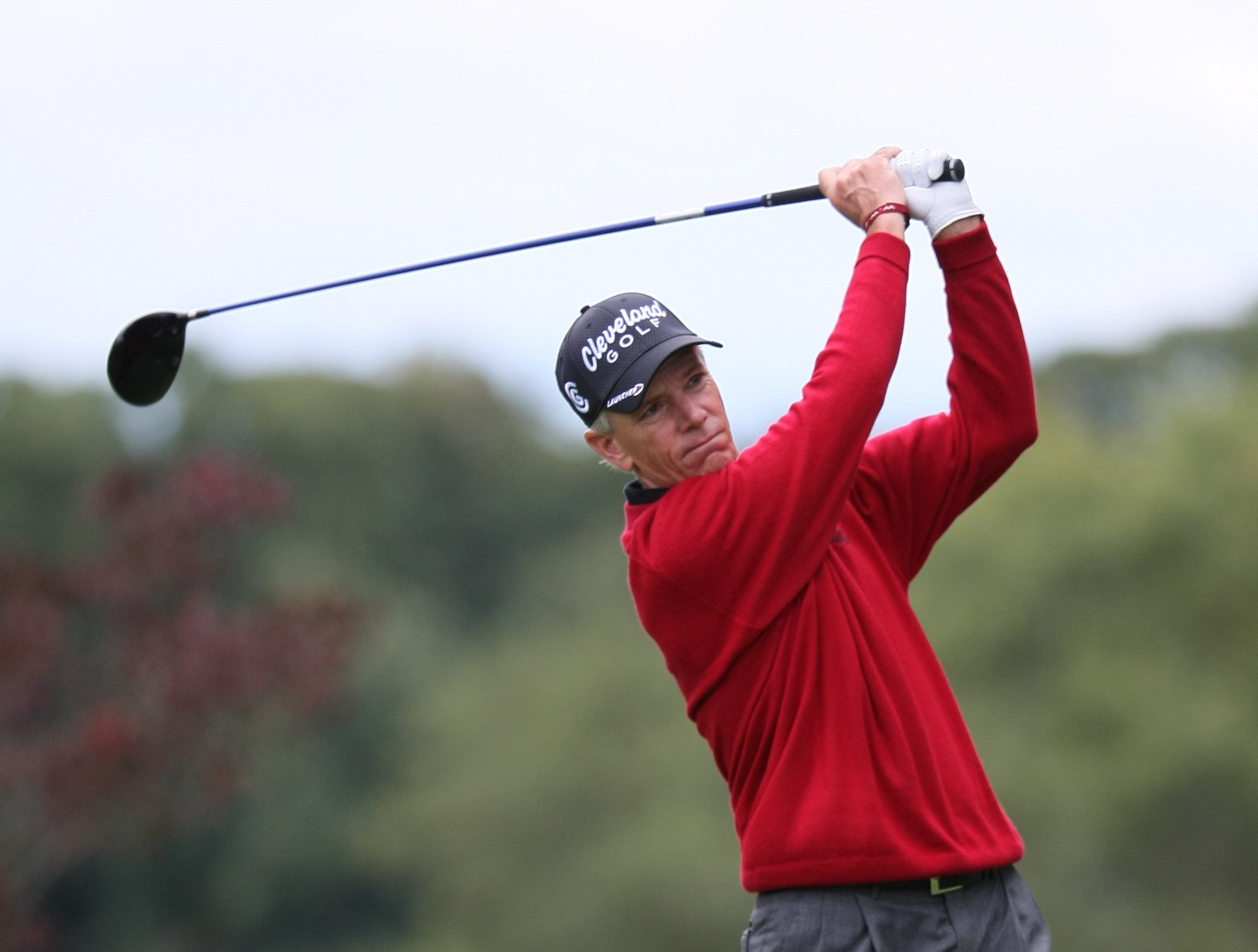
Larry Mize.

Larry Mize, född 23 september 1958 i Augusta i Georgia, är en amerikansk golfspelare.
Mize studerade vid Georgia Tech och blev professionell 1980. Han slutade bland de 125 bästa i penningligan 20 säsonger i rad mellan 1982 och 2001. För att behålla tourkortet krävs att spelaren placerar sig bland de 125 bästa. Hans första seger på PGA-touren kom 1983 i Danny Thomas Memphis Classic.
Efter den sista rundan i majortävlingen The Masters Tournament 1987 låg Mize lika med de mer namnkunniga spelarna Severiano Ballesteros och Greg Norman. Ballesteros försvann efter det första särspelshålet. På det andra särspelshålet, Augustas elfte hål, ett par 4, landade Mizes andra slag långt från greenen. Många åskådare trodde då att Norman skulle vinna men Mize chippade med en sandwedge från cirka 40 meter och satte bollen för birdie. Hans seger uppskattades speciellt eftersom han är född i Augusta och som tonåring arbetade han vid resultattavlan på det tredje hålet. Han kom trea i The Masters 1994
Mize har vunnit fyra internationella tävlingar och spelade för det amerikanska laget i Ryder Cup 1987 och Dunhill Cup 2000.

## Meriter

### Majorsegrar
- 1987 The Masters Tournament

### PGA-segrar
- 1983 Danny Thomas Memphis Classic
- 1993 Northern Telecom Open,  Buick Open

### Internationella segrar
- 1988 Casio World Open
- 1989 Dunlop Phoenix
- 1990 Dunlop Phoenix
- 1993 Johnnie Walker World Championship